# Rotzel
Rotzel (früher Rotsol) ist ein Stadtteil der Stadt Laufenburg (Baden) im Landkreis Waldshut in Baden-Württemberg.
Aufgrund der Gebietsreform in Baden-Württemberg wurde Rotzel am 1. Januar 1972 ein Stadtteil der Stadt Laufenburg (Baden).

## Geografie
Das landeskundliche Informationssystem für Baden-Württemberg beschreibt Rotzel als ein „langgestrecktes Straßendorf in Hanglage mit kurzen Querstraßen“. Zur ehemaligen Gemeinde Rotzel gehören das Dorf Rotzel, der Zinken Hübel und die Höfe Im Rebland und Winterhof.
Rotzel liegt nördlich von Laufenburg. Die L151a verbindet Rotzel nördlich mit dem Stadtteil Hochsal. Im Westen führt die Laufenburger Straße nach Hänner und im Norden die Rotzeler Straße nach Ober- und Niederwihl.
Durch den Ort fließen die Hochsaler Wuhr die bei Segeten, Stadtteil der Gemeinde Görwihl, entspringt. Die Hochsaler Wuhr geht ab Laufenburg (Baden) in den Bleielbach über und mündet im Feldgraben und damit dem Rhein. Die Rotzeler Wühre fließt mitten durch das Dorf, entspringt der Hochsaler Wuhr und mündet im Andelsbach.

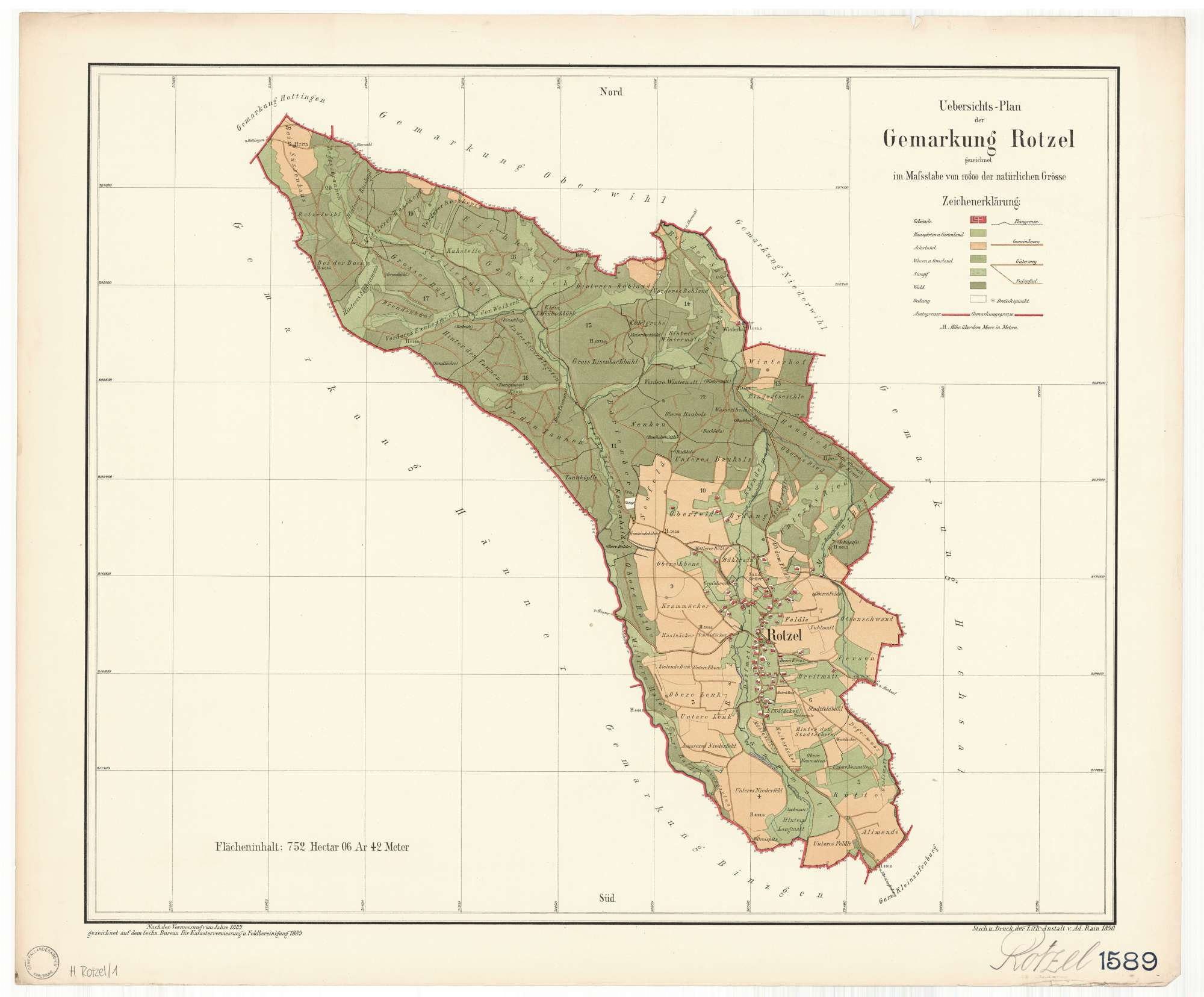
Gemarkung Rotzel 1890

## Geschichte
Der Ort wurde 1266 erstmals unter dem Namen „Rotsol“ (nach Krieger = rote sole, sule, Wildlache) erwähnt. Rotzel war damals eine Ausbausiedlung des frühen Hochmittelalters.  Besitz hatten hier die Herren von Tiefenstein, der zunächst an das von ihnen gegründete Neuenzell kam, Mitte des 13. Jahrhunderts aber gewaltsam von den Grafen von Habsburg eingezogen wurde. Die Vogtei über die nach dem Habsburger Urbar zu Beginn des 14. Jahrhunderts zu Rotzel ansässigen freien Leute dürfte maßgeblich dazu beigetragen haben, dass Österreich die Ortsherrschaft erlangte. Rotzel gehörte zum Waldvogteiamt in der Herrschaft Hauenstein und kam 1805 (siehe Frieden von Pressburg) an Baden bzw. Oberamt Waldshut, 1809 an das Oberamt Laufenburg, 1819 vom Bezirksamt Säckingen zum Bezirksamt Waldshut und 1936 an das Bezirksamt/Landkreis Säckingen. Aufgrund der Gebietsreform in Baden-Württemberg wurde Rotzel am 1. Januar 1972 ein Stadtteil der Stadt Laufenburg (Baden). Durch Rotzel, mit seiner 723 ha umfassenden Gemarkungsfläche, hat Laufenburg den größten Gebietszuwachs nach der Eingliederung erhalten.
Rotzel hatte seinen eigenen Adel. Johann von Rotzel tritt in den Jahren 1296 und 1299, Konrad 1304 urkundlich auf.
In den Auseinandersetzungen um die im auf der Luttingener Wikipediaseite beschriebenen Weiderechte, trat aus Rotzel ein gewisser Ulrich Klein als Zeuge auf. Es ist urkundlich belegt, dass im Jahre 1532 beim Brückenbau in Laufenburg für den Mittelpfeiler Steine verwendet wurden, die „uf Rotzenwyl uf dem Schwartzwald“ gebrochen waren. Als „Vater der Landweber“ wurde der 1873 in Rotzel geborene Fridolin Jehle weit bekannt, weil er sich um den Fortschritt der Bandweberei und damit um die Heimarbeit auf dem Hotzenwald sehr verdient gemacht hatte.

## Wappen
In Silber auf grünem Schildfuß, zwei grüne Tannen, zwischen ihnen schwebend der österreichische Bindenschild. Das frühere Siegbild zeigte nur eine Tanne. Die Deutung des Wappenbildes ist keine andere als die bei Hochsal und Luttingen. Das vom Generallandesarchiv entworfene Wappen war seit 1907 geführt worden.

## Kapelle und Religion
In der Mitte des Dorfes steht die Karl-Borromaeus-Kapelle, erstmals erwähnt 1852. Die Renovierung wurde im Jahr 2008 vollendet.

## Persönlichkeiten
- Albert Maier (1890–1962), Politiker